# Enrique Iglesias: 95/08 éxitos
«95/08 Èxitos» — третий испаноязычный сборник испанского поп-певца  Энрике Иглесиаса, выпущенный 25 марта 2008 года на лебле Universal Music Latino. Сборник содержит 12 песен (17 в специальном издании), занимавших первое место в Billboard Hot Latin Tracks, и два новых трека «¿Dónde están corazón?» и «Lloro Por Ti», которые были написаны Энрике Иглесиасом вместе с аргентинским композитором Коти, и тоже впоследствии лидировали в хит-параде. 95/08 Èxitos был выпущен в двух форматах — стандартное издание (12+2), специальное издание (17+2) и видеоиздание, которое содержит 8 видеоклипов и интервью, записанное во время Insomniac Tour. 6 мая 2008 года ААЗК специфицировала альбом как дважды платиновый в США, с объёмом продаж  в 1 млн экземпляров. Также альбом стал платиновым в России. Альбом выиграл награду «Ло Нуэстро» в номинации «лучший поп-альбом года» в 2009 году.

## Список композиций
| №                   | Название                                              | Автор(ы)                                    | Продюсер(ы)                                         | Длительность |
| ------------------- | ----------------------------------------------------- | ------------------------------------------- | --------------------------------------------------- | ------------ |
| 1.                  | «Experiencia Religiosa» (С альбома: Enrique iglesias) | Чеин Гарсия — Алонсо                        | Рафаэль Перес — Ботия                               | 5:28         |
| 2.                  | «Si Tú Te Vas» (С альбома: Enrique iglesias)          | Энрике Иглесиас, Роберто Моралес            | Рафаэль Перес — Ботия                               | 4:00         |
| 3.                  | «Por Amarte» (С альбома: Enrique iglesias)            | Энрике Иглесиас, Роберто Моралес            | Рафаэль Перес — Ботия                               | 4:12         |
| 4.                  | «Enamorado Por Primera Vez» (С альбома: Vivir)        | Энрике Иглесиас                             | Рафаэль Перес — Ботия                               | 4:28         |
| 5.                  | «Sólo En Ti» (С альбома: Vivir)                       | Винс Кларк                                  | Рафаэль Перес — Ботия                               | 3:31         |
| 6.                  | «Nunca Te Olvidaré» (С альбома: Cosas del Amor)       | Энрике Иглесиас                             | Рафаэль Перес — Ботия                               | 4:23         |
| 7.                  | «Bailamos» (С альбома: Enrique)                       | Марк Тейлор, Пол Берри                      | Марк Тейлор, Брайн Раулинг                          | 3:38         |
| 8.                  | «Ritmo Total» (С альбома: Enrique)                    | Марк Тейлор, Пол Берри                      | Марк Тейлор, Брайн Раулинг                          | 3:29         |
| 9.                  | «Héroe» (С альбома: Escape)                           | Энрике Иглеисас, Пол Берри, Марк Тейлор     | Марк Тейлор                                         | 4:23         |
| 10.                 | «Mentiroso» (С альбома: Quizás)                       | Чеин Гарсия-Алонсо, Энрике Иглесиас         | Рафаэль Перес-Ботия, Лестер Мендес, Энрике Иглесиас | 4:10         |
| 11.                 | «Quizás» (С альбома: Quizás)                          | Лестер Мендес,Энрике Иглесиас               | Лестер Мендес                                       | 4:11         |
| 12.                 | «Dímelo» (С альбома: Insomniac)                       | Шон Гарретт, Энрике Иглесиас, Карлос Паукар | Брайн Кидд, Шон Гарретт                             | 3:38         |
| 13.                 | «¿Dónde están corazón?» (Издаётся впервые)            | Энрике Иглесиас, Роберто Сорокин            | Энрике Иглесиас                                     | 4:18         |
| 14.                 | «Lloro Por Ti» (Издаётся впервые)                     | Энрике Иглесиас, Десембер Буэно             | Энрике Иглесас                                      | 4:07         |
| Общая длительность: | Общая длительность:                                   | Общая длительность:                         | Общая длительность:                                 | 57:46        |

| №                   | Название                                                        | Автор(ы)                                             | Длительность |
| ------------------- | --------------------------------------------------------------- | ---------------------------------------------------- | ------------ |
| 1.                  | «Experiencia Religiosa» (С альбома: Enrique iglesias)           | Чеин Гарсия — Алонсо                                 | 5:28         |
| 2.                  | «Si Tú Te Vas» (С альбома: Enrique iglesias)                    | Энрике Иглесиас, Роберто Моралес                     | 4:00         |
| 3.                  | «Por Amarte» (С альбома: Enrique iglesias)                      | Энрике Иглесиас, Роберто Моралес                     | 4:12         |
| 4.                  | «No Llores Por Mí» (С альбома: Enrique iglesias)                | Роберто Моралес                                      | 4:00         |
| 5.                  | «Trapecista» (С альбома: Enrique iglesias)                      | Рафаэль Перес-Ботия                                  | 4:23         |
| 6.                  | «Enamorado Por Primera Vez» (С альбома: Vivir)                  | Энрике Иглесиас                                      | 4:28         |
| 7.                  | «Sólo En Ti» (С альбома: Vivir)                                 | Винс Кларк                                           | 3:31         |
| 8.                  | «Miente» (С альбома: Vivir)                                     | Рафаель Перес — Ботия                                | 3:36         |
| 9.                  | «Esperanza» (С альбома: Cosas del Amor)                         | Энрике Иглеисас, Чеин Гарсия — Алонсо                | 3:12         |
| 10.                 | «Nunca Te Olvidaré» (С альбома: Cosas del Amor)                 | Энрике Иглесиас                                      | 4:23         |
| 11.                 | «Bailamos» (С альбома: Enrique)                                 | Марк Тейлор, Пол Берри                               | 3:38         |
| 12.                 | «Ritmo Total» (С альбома: Enrique)                              | Марк Тейлор, Пол Берри                               | 3:29         |
| 13.                 | «Héroe» (С альбома: Escape)                                     | Энрике Иглеисас, Пол Берри, Марк Тейлор              | 4:23         |
| 14.                 | «Mentiroso» («La Chica de Ayer» для Испании; с альбома: Quizás) | Рафиаэль Перес-Ботия, Лестер Мендес, Энрике Иглесиас | 4:10/4:14    |
| 15.                 | «Para Qué La Vida» (С альбома: Quizás)                          | Чиен Гарсиа — Алонсо, Лестер Мендес, Энрике Иглесиас | 4:11         |
| 16.                 | «Quizás» (С альбома: Quizás)                                    | Лестер Мендес,Энрике Иглесиас                        | 4:11         |
| 17.                 | «Dímelo» (С альбома: Insomniac)                                 | Шон Гарретт, Энрике Иглесиас, Карлос Паукар          | 3:38         |
| 18.                 | «¿Dónde están corazón?» (Издаётся впервые)                      | Энрике Иглесиас, Роберто Сорокин                     | 4:18         |
| 19.                 | «Lloro Por Ti» (Издаётся впервые)                               | Энрике Иглесиас, Десембер Буэно                      | 4:07         |
| Общая длительность: | Общая длительность:                                             | Общая длительность:                                  | 82:05        |

| №                   | Название                | Режиссёр                        | Длительность |
| ------------------- | ----------------------- | ------------------------------- | ------------ |
| 1.                  | «Bailamos»              | Режиссёр Пол Хантер             | 5:28         |
| 2.                  | «Ritmo Total»           | Франсис Лавренсе                | 4:00         |
| 3.                  | «Héroe»                 | Джозеф Кан                      | 4:12         |
| 4.                  | «Escapar»               | Дев Майерс                      | 4:28         |
| 5.                  | «Mentiroso»             | Симон Бренд                     | 3:31         |
| 6.                  | «Dímelo»                | Джесси Терреро                  | 4:23         |
| 7.                  | «Alguien Soy You»       | Энтони Мендлер                  | 3:38         |
| 8.                  | «¿Dónde Están Corazón?» | Пол Минор                       | 3:29         |
| 9.                  | «Интервью»              | Снято во время «Insomniac Tour» | 4:23         |
| Общая длительность: | Общая длительность:     | Общая длительность:             | 57:46        |

## Хит-парады
| Страна (2008)                    | Лучший результат | Продажи |
| -------------------------------- | ---------------- | ------- |
| Аргентина                        | 1                | 20,000  |
| Мексика                          | 2                | 200,000 |
| Португалия                       | 1                | 20,000  |
| Испания                          | 12               | 30,000  |
| США Billboard «Top Latin Albums» | 1                |         |
| США Billboard 200                | 18               | 100,000 |
| Греция                           | 7                |         |
| Россия                           | 5                | 20,000  |